# Jacques Duran
Pour l’article ayant un titre homophone, voir Jacques Durand.
Pour les articles homonymes, voir Duran.
Jacques Duran, né le 16 février 1942 à Nice et mort le 26 octobre 2018 à Faye-l'Abbesse, est un physicien français, directeur des études de l'École supérieure de physique et de chimie industrielles de la ville de Paris, auteur de quelques ouvrages sur l'activité de chercheur, et climatoscepticisme.

## Biographie
Né en 1942 à Nice, ingénieur diplômé de l’École supérieure de physique et de chimie industrielles de la ville de Paris (ESPCI Paris) en 1966 (81e promotion), il entre au CNRS en 1967 et soutient son doctorat d'État en physique à l’université Pierre-et-Marie-Curie. Directeur de recherche au CNRS, il dirige un laboratoire associé au CNRS de 1981 à 1994 et est nommé vice-président recherche de l'université Pierre-et-Marie-Curie en 1986, poste qu'il occupe jusqu'en 1992. Il est directeur des études de l'École supérieure de physique et de chimie industrielles de la ville de Paris de 1996 à 2003 aux côtés de Pierre-Gilles de Gennes. 
Jacques Duran étudie les cristaux ioniques dopés et notamment l’effet Jahn-Teller puis l’optique non linéaire et ultrarapide des solides qu'il applique à l'étude de la diffusion des excitations dans les solides dopés (fractales et marche au hasard). Il étudie ensuite la physique des matériaux granulaires, notamment les granulaires secs et la physique des poudres qu'il enseigne en DEA à l’université Pierre-et-Marie-Curie. Il met en évidence et étudie successivement l’effet Boycott granulaire puis l’effet volcan qui fait intervenir la porosité du milieu et le mécanisme d’avalanche. Il meurt le 26 octobre 2018 à Faye-l'Abbesse.

## Climatoscepticisme
Jacques Duran tenait également un site internet climatosceptique Pensée unique, où il a longtemps usé du nom de plume Jean Martin, avant de révéler sa véritable identité,. Il a été membre du comité scientifique de l'Association des climato-réalistes.

## LivrePassion chercheur
Dans le livre Passion chercheur sorti en 2005, ce chercheur explique le rôle important de la sérendipité dans la recherche ; parmi les exemples qu'il donne, il y a notamment la découverte en 1986 de supraconducteur à haute température cuprate.
Il rappelle qu'il n'est pas possible de faire de la prospective sur les découvertes issues de la recherche fondamentale.

## Publications
- Poudres, sables et grains, Eyrolles, 1997. (éditions française, anglaise et japonaise)[9]
- Sables émouvants, Belin, 2003. (édition française et hollandaise)
- Passion chercheur, Belin, 2005[2],[10].